# Rappin
Rappin ist eine Gemeinde im Landkreis Vorpommern-Rügen auf der Insel Rügen in Mecklenburg-Vorpommern. Die Gemeinde wird vom Amt Bergen auf Rügen mit Sitz in der gleichnamigen Stadt verwaltet.

## Geografie
Rappin liegt etwa 15 Kilometer nordwestlich von Bergen auf Rügen. Die Gemeinde befindet sich südlich des Großen Jasmunder Boddens und des Tetztitzer Sees, einer Ausbuchtung des Boddens. Im Gemeindegebiet befinden sich die Banzelvitzer Berge, der westliche Rand eines quer durch die Mitte von Rügen verlaufenden Endmoränenzuges. Der Tetztitzer See und die Banzelvitzer Berge bilden zusammen das Naturschutzgebiet Tetzitzer See mit Halbinsel Liddow und Banzelvitzer Berge.
Zwischen Rappin und der Boddenküste befand sich bis nach 1920 (lt. MTB) der Rappiner See mit 40,6 ha Fläche. Umfangreiche Deich- und Entwässerungsarbeiten legten ihn trocken.
Umgeben wird Rappin von den Nachbargemeinden Neuenkirchen im Norden (teilweise Seegrenze), Glowe im Nordosten (Seegrenze), Ralswiek im Südosten, Patzig im Süden, Kluis sowie Trent im Westen.

### Ortsteile
|  | - Bubkevitz - Groß Banzelvitz - Helle - Kartzitz - Lüßmitz | - Moisselbritz - Neu Kartzitz - Rappin - Tetzitz - Zirmoisel |

## Geschichte

### Gemeinde
Die Gemeinde war bis 1326 Teil des Fürstentums Rügen und danach des Herzogtums Pommern. Mit dem Westfälischen Frieden von 1648 wurde Rügen und somit auch das Gebiet von Rappin ein Teil von Schwedisch-Pommern. 1815 kam sie
als Teil von Neuvorpommern zur preußischen Provinz Pommern.
Seit 1818 gehörte die Gemeinde zum Kreis bzw. Landkreis Rügen. Nur von 1952 bis 1955 war es dem Kreis Bergen zugehörig. Sie gehörte danach bis 1990 zum Kreis Rügen im Bezirk Rostock. Der seit 1990 wieder so bezeichnete Landkreis Rügen ging 2011 im Landkreis Vorpommern-Rügen auf.

### Rappin

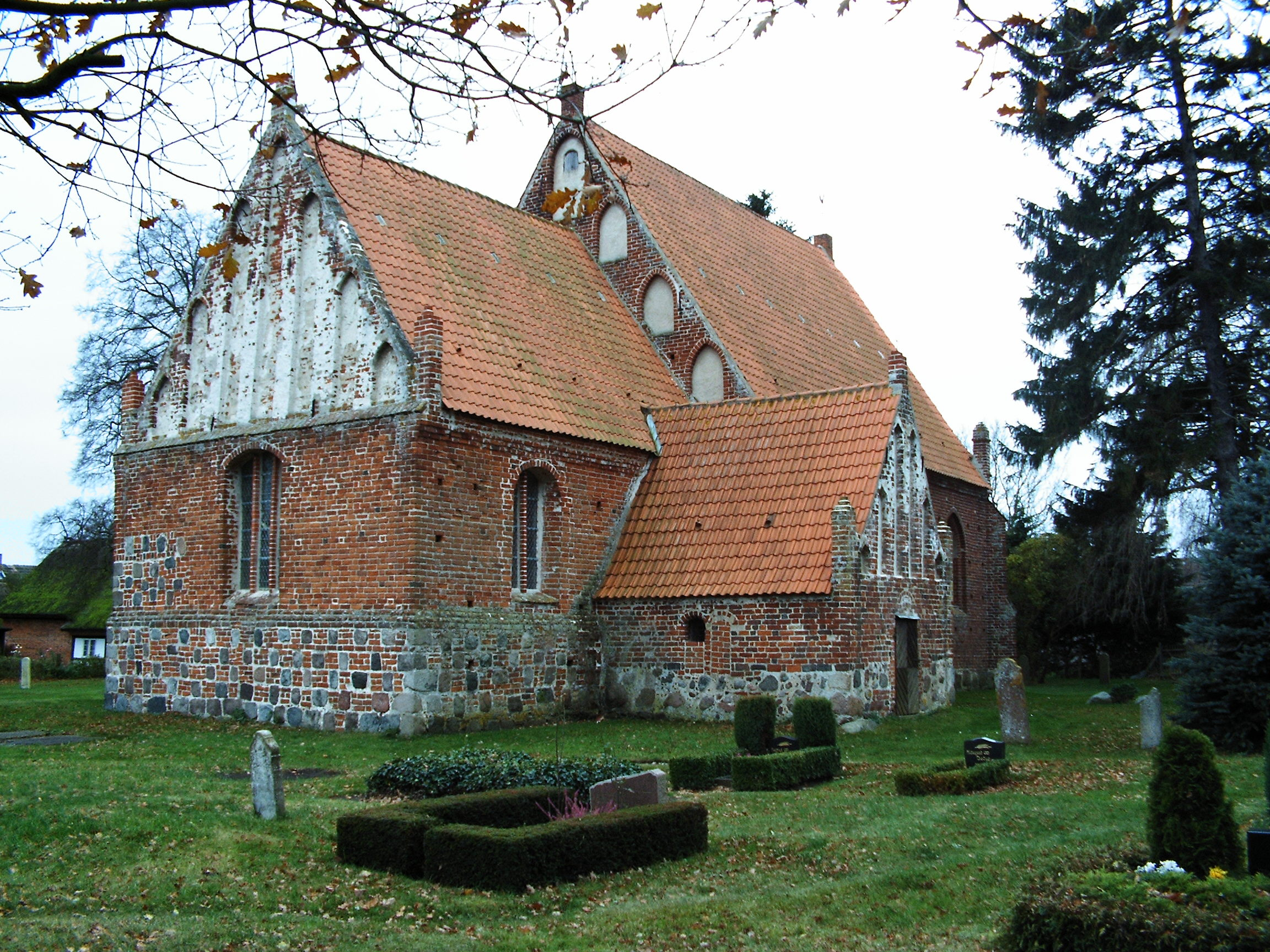
St.-Andreas-Kirche in Rappin

Der Ort wurde 1305 als Repin erstmals urkundlich erwähnt. 1319 beglich der Fürst Wizlaw III. seine Schulden bei Johann von Kiel mit den Einkünften der „taberna in villa Reppyn“. Die St.-Andreas-Kirche stammt von um 1300 bis von um 1400. Der hölzerne Glockenturm stürzte 1626 ein; er wurde 1635 ersetzt.
Zu DDR-Zeit befand sich dort ein Bäcker. Im Dorfkern befand sich zur DDR-Zeit eine Gaststätte und ein Konsum. Die Gaststätte wurde nach Leerstand wiedereröffnet. Im ehemaligen Konsum befinden sich Übernachtungsmöglichkeiten.

### Groß-Banzelvitz
Der Ort liegt in unmittelbarer Nähe zu den Banzelvitzer Bergen. Im Ort befindet sich ein bewohntes Gutshaus vom Ende des 19. Jahrhunderts.
Weiter befindet sich dort ein Strand und der gleichnamige Campingplatz „Banzelvitzer Berge“. Zu DDR-Zeiten befand sich in dem Dorf ein Ferienlager (Pionierferienlager: „Ernst Thälmann“) des VEB Weimar-Werk. Heute sind nur das Hauptgebäude, ein Nebengebäude und die Sanitäranlagen erhalten. Die Gebäude befinden sich in Privatbesitz.

### Helle
Helle wurde vermutlich nach den ersten Besitzern, der Familie von der Helle, benannt, die ein Gut besaßen. 1379 erwarb die Familie von Normann das Gut. Der Gutshof brannte 1842 ab und wurde wieder aufgebaut. Von dem 1903 umgebauten eingeschossigen Gutshaus blieben nur Fragmente erhalten.

### Kartzitz

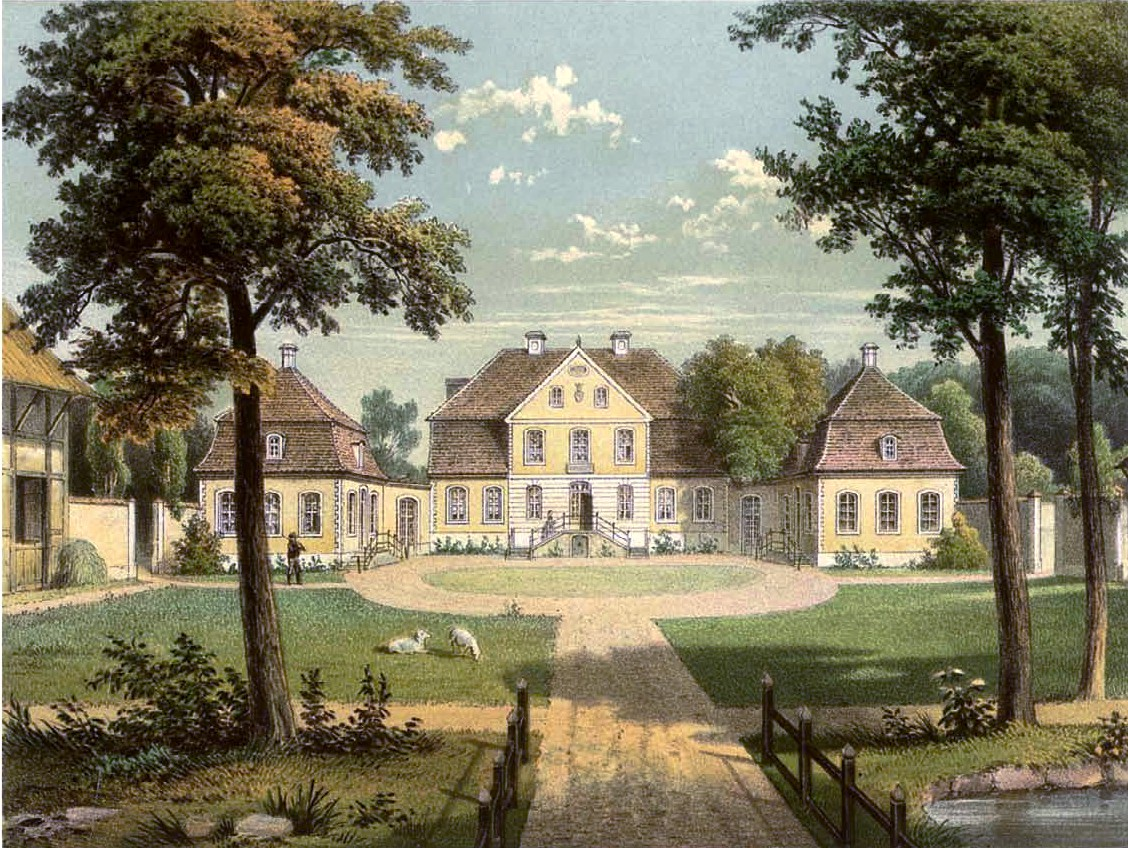
Gut Kartzitz um 1864/65 nach Alexander Duncker

Der Ort war ein Stammsitz des rügenschen Uradelsgeschlechts von Usedom. Belegt ist der Besitz seit 1249. Karl Bogislaw von Usedom ließ Mitte des 18. Jahrhunderts auf den alten Grundmauern ein neues Herrenhaus errichten. Zu Gunsten der anderen Güter des Geschlechts wurde Kartzitz 1890 veräußert. Bis 1945 blieb es dann ein 392 ha großes Walzengut, zuletzt im Eigentum der 1917 nobilitierten Hamburger Kaufmannsfamilie von Schinckel, namentlich zuletzt Ernst von Schinckel und seiner Frau Martha von Allwörden. Die Nachfahren haben das Gut nach 1990 zurückgekauft. Der ursprünglich als Barockpark angelegte Gutspark wurde Ende des 18. Jahrhunderts im Stile der Zeit in einen englischen Landschaftspark umgewandelt.

### Moisselbritz
Die Gutsanlage wurde 1694 in der schwedischen Matrikelkarte ausgewiesen. 1820 war die Gutsanlage ein Vierseithof. Das alte Gutshaus brannte 1952 teilweise ab und der sanierte, aber überformte Rest ist erhalten.

### Tetzitz
Tetzitz wurde 1314 erstmals urkundlich erwähnt. Gutsbesitzer waren u. a. die Familien von Gagern (15. und 16. Jh.), von Usedom (ab 1792 kurzzeitig), dann häufiger Besitzerwechsel und Richard Helmrich (1916–1945). Das verfallende Gutshaus stammt von 1746 wurde 1863 erweitert, war nach 1945 Wohnhaus und steht seit den 1970er Jahren leer. Heute existieren nur noch die Außenmauern. Begonnene Aufbauarbeiten kamen zum Erliegen (Stand: 2019). Das Gelände befindet sich im Privatbesitz.

### Zirmoisel
In Zirmoisel befindet sich ein Gutshaus, welches sich im Besitz der Familie von Usedom befindet. Das Rittergut des Majors Ernst von Usedom umfasste mit Bubkevitz und Klein Helle einst etwa 357 ha. Das Gutshaus ist nicht bewohnt.

## Politik

### Bürgermeister
Bürgermeister ist Thomas Geetz.

### Wappen
Das Wappen wurde am 21. Mai 2007 durch das Innenministerium genehmigt und unter der Nr. 312 der Wappenrolle von Mecklenburg-Vorpommern registriert.
Blasonierung: „In Silber über einer erniedrigten eingebogenen blauen Spitze, darin ein silbernes Seeblatt; rechts eine rote Rübe mit grünem Kraut, links ein mit dem Ende nach links eingebogenes rotes Gemshorn.“

Das Wappen wurde vom Heraldiker Gerhard Koggelmann gestaltet.

### Flagge
Die Flagge der Gemeinde Rappin ist gleichmäßig längs gestreift von Rot - Weiß - Blau. In der Mitte des weißen Streifens liegt, auf jeweils die Hälfte der Höhe des roten und des blauen Streifens übergreifend, das Gemeindewappen. Die Höhe des Flaggentuchs verhält sich zur Länge wie 3:5.

## Kultur, Sehenswürdigkeiten, Sport

### Bauwerke
- Gutshaus Kartzitz und Parkanlage

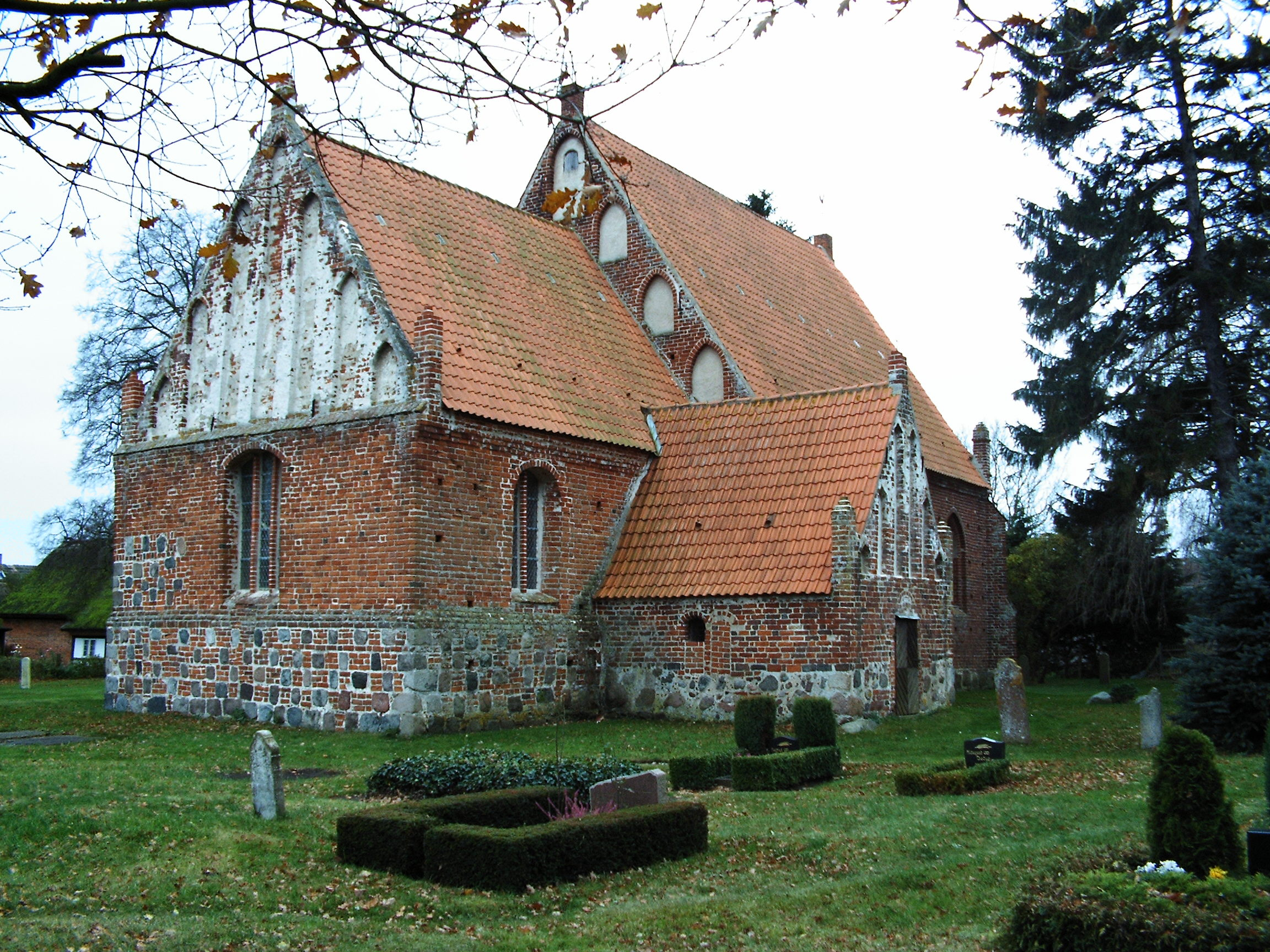
St. Andreas-Kirche Rappin

- Gotische St. Andreas-Kirche Rappin: Backsteingotik von um 1300, 1996 restauriert
- Göpelhaus in Tetzitz: Achteckiger Fachwerkbau
- Hügelgräber Woorker Berge

### Grünflächen und Naherholung
Wanderwege und unbefestigte Radwege führen entlang der Boddenküste, in Richtung Liddow oder entlang des alten Deiches nach Moisselbritz. Vor Moisselbritz gibt es Wege durch das Rappiner Moor in Richtung Rappin.

### Sport
Seit 2021 gibt es den Fußballclub Traktor Rappin.

## Wirtschaft und Verkehr
In Rappin und Umgebung befinden sich verschiedene Landwirtschaftsbetriebe, Pferdehöfe, Gaststätten und Unterkünfte (Ferienwohnungen; Pensionen; Campingplatz).
Die B 96 verläuft östlich der Gemeinde.

## Persönlichkeiten
- Theodor Horn (1661–1736), Philosoph
- Axel Eggert von Usedom (1839–1884), Verwaltungsjurist
- Max von Schinckel (1849–1938), Bankier mit Gutsbesitz in Kartzitz

## Belege
1. ↑  Statistisches Amt M-V – Bevölkerungsstand der Kreise und Gemeinden 2024 (XLS-Datei) (Amtliche Einwohnerzahlen in Fortschreibung des Zensus 2022) (Hilfe dazu).
2. ↑  Der Mann mit den starken Händen, In: Ostsee-Zeitung (Vorpommern-Rügen).
3. ↑  Ostsee Zeitung (Vorpommern/Rügen) Hrsg.: Rappin: Jetzt soll im Dorfzentrum ein Licht aufgehen.
4. ↑  Online, Hrsg. Gutshäuser und Schlösser in Mecklenburg-Vorpommern, Rostock 2023.
5. ↑  Online
6. ↑  Landwirtschaftliches Adreßbuch der Provinz Pommern 1939. Verzeichnis von ca. 20000 landwirtschaftlichen Betrieben von 20 ha aufwärts mit Angabe der Besitzer, Pächter und Verwalter, der Gesamtgröße des Betriebes und Flächeninhalt der einzelnen Kulturen; nach amtlichen Quellen. In: H. Seeliger (Hrsg.): Letzte Ausgabe Paul Niekammer. 9. Auflage. I f. Pommern (als Reprint b. Becker-Potsdam neu veröffentlicht), Nr. 1939. Verlag von Niekammer’s Adreßbüchern GmbH, Leipzig 1939, S. 55 (Online).
7. ↑  Walter von Hueck, Erik Amburger, Ernst-Otto von Dewitz, Friedrich Wilhelm Euler: Genealogisches Handbuch der Adeligen Häuser / B (Briefadel nach 1400 urkundlich erwähnt) 1986. In: Deutsches Adelsarchiv e. V. (Hrsg.): GHdA, von 1951 bis 2014 erschienen. Band XVI, Nr. 86. C. A. Starke, 1986, ISSN 0435-2408, S. 373–378 (DNB).
8. ↑  Hubertus Neuschäffer: Vorpommerns Schlösser und Herrenhäuser. Husum Druck- und Verlagsgesellschaft, Husum 1993, ISBN 3-88042-636-8, S. 94.
9. ↑  Gutshaus Tetzitz, Hrsg.: Gutshäuser und Schlösser in Mecklenburg-Vorpommern. Rostock 2023.
10. ↑  Ernst Seyfert: Niekammer’s Güter-Adressbücher. Band I. Güter=Adreßbuch für die Provinz Pommern. 1914. Nach amtlichen Quellen und auf Grund direkter Angaben bearbeitet. Verzeichnis sämtlicher Rittergüter, Güter und größeren Bauernhöfe der Provinz mit Angabe der Guts-Eigenschaft, des Grundsteuer-Reinertrages, der Gesamtfläche und des Flächeninhalts der einzelnen Kulturen etc. In: Handbuch der Königlichen Behörden (Hrsg.): Standardwerk Adressbuch Landwirtschaft. 4. Auflage. Reichenbach’sche Verlagsbuchhandlung, Leipzig 1914, S. 204–205 (Online).
11. ↑  300 Jahre Tradition wieder aufleben lassen. In: ostsee-zeitung.de. 27. März 2015, abgerufen am 2. März 2024.
12. ↑  Online
13. ↑  Wandern um Rappin. Online
14. ↑  Traktor Rappin. Online
15. ↑  Online
16. ↑  Tourismus in Rappin. Online